# Giresunspor
Giresunspor ist ein türkischer Fußballverein aus Giresun. Der Verein spielte in den 1970er Jahren insgesamt sechs Spielzeiten in der Süper Lig, 2021 gelang nach über 40 Jahren die Rückkehr in die höchste türkische Spielklasse.

## Geschichte

### Gründung
Giresunspor wurde zunächst im Jahr 1925 gegründet. Der Verein musste sich jedoch am 28. März 1941 nach einem neuen Gesetz auflösen. 26 Jahre nach der Auflösung kam es zur Rückkehr des Klubs. Yeşiltepespor, Akıngençlikspor und Beşiktaşspor vereinten sich und wurden zu Giresunspor. Der Klub übernahm die Vereinsfarben von Yeşiltepespor, Grün und Weiß. Vor der Auflösung der Mannschaft waren die Farben Blau und Gelb.

### Der Aufstieg in die 1. Liga
Giresunspor schaffte vier Jahre nach der Gründung den Aufstieg in die Süper Lig. In der ersten Saison erreichte man Platz zwölf. Die Mannschaft hielt sich sechs Jahre in der 1. Liga. In diesen Jahren war der sechste Platz in der Saison 1975/76 der beste in der Vereinsgeschichte. Im folgenden Jahr stieg man als letzter in die 2. Liga ab. Seitdem schaffte es der Klub nicht zurück in die höchste Spielklasse.

### Systembedingter Abstieg in die TFF 3. Lig
Da mit der Saison 2001/02 der türkische Profi-Fußball grundlegenden Änderungen unterzogen werden sollte, wurden bereits in der Spielzeit 2000/01 Vorbereitungen für diese Umstellung unternommen. Bisher bestand der Profifußball in der Türkei aus drei Ligen: Der höchsten Spielklasse, der einspurigen Türkiye 1. Futbol Ligi, der zweitklassigen fünfspurig und in zwei Etappen gespielten Türkiye 2. Futbol Ligi und der drittklassigen und achtgleisig gespielten Türkiye 3. Futbol Ligi. Zur Saison 2001/02 wurde der Profifußball auf vier Profiligen erweitert. Während die Türkiye 1. Futbol Ligi unverändert blieb, wurde die Türkiye 2. Futbol Ligi in die nun zweithöchste Spielklasse, die Türkiye 2. Futbol Ligi A Kategorisi (zu dt.: 2. Fußballliga der Kategorie A der Türkei), und die dritthöchste Spielklasse, die Türkiye 2. Futbol Ligi B Kategorisi (zu dt.: 2. Fußballliga der Kategorie B der Türkei), aufgeteilt. Die nachgeordnete Türkiye 3. Futbol Ligi wurde fortan somit die vierthöchste Spielklasse, die TFF 3. Lig. Jene Mannschaften, die in der Drittligasaison 2000/01 lediglich einen mittleren Tabellenplatz belegten, wurden für die kommende Saison in die neugeschaffene vierthöchste türkische Spielklasse, in die 3. Lig, zugewiesen. Giresunspor, welches die Liga auf dem 9. Tabellenplatz beendet hatte, musste so systembedingt in die 3. Lig absteigen.

## Erfolge
- Tabellensechster der Süper Lig: 1975/76
- Meister der TFF 1. Lig: 1970/71
- Vizemeister der TFF 1. Lig: 2020/21
- Aufstieg in die Süper Lig: 1970/71, 2020/21
- Meister der TFF 2. Lig: 1987/88, 1992/93, 1996/97
- Vize-Meister der TFF 2. Lig: 1978/79
- Play-off-Sieger der TFF 2. Lig: 2006/07
- Aufstieg in die TFF 1. Lig: 1978/79, 1987/88, 1992/93, 1996/97, 2006/07
- Play-off-Sieger der TFF 3. Lig: 2004/05
- Aufstieg in die TFF 2. Lig: 2004/05

## Ligazugehörigkeit
- 1. Liga: 1971–1977, seit 2021
- 2. Liga: 1967–1971, 1977–1978, 1979–1986, 1988–1991, 1993–1995, 1997–2000, 2007–2012, 2014–2021
- 3. Liga: 1978–1979, 1986–1988, 1991–1993, 1995–1997, 2000–2001, 2005–2007, 2012–2014
- 4. Liga: 2001–2005

## Stadien
Das Giresun Atatürk Stadı war bis Anfang Januar 2021 die Heimspielstätte von Giresunspor und bot 12.191 Plätze. Es befand sich westlich vom Stadtzentrum und war zur Küstenstraße angebunden. Getauft wurde das Stadion auf den Namen des Staatsgründers Mustafa Kemal Atatürk. Die Anlage wurde in der Saison 2009/10 renoviert. Die Südtribüne, die damals nur aus Betonstufen bestand, wurde mit Sitzschalen bestückt, sodass die Zuschauer bequem die Spiele verfolgen können. 2012 wurde bei weiteren Modernisierungsarbeiten eine Flutlichtanlage errichtet.
2021 zog der Club Ende Januar in das neue Çotanak Stadyumu mit 21.500 Plätzen um.

## Rivalitäten
Spiele zwischen Giresunspor und Orduspor haben eine besondere Brisanz.

## Rekordspieler
| Rang                 | Name               | Einsätze | Zeitraum  |
| -------------------- | ------------------ | -------- | --------- |
| 01.                  | Mazlum Fırtına     | 154      | 1971–1977 |
| 02.                  | Faruk Bağdatlıgil  | 111      | 1971–1977 |
| 03.                  | Doğan Tepeçalı     | 97       | 1971–1977 |
| 04.                  | Oğuz Cansever      | 81       | 1971–1974 |
| 05.                  | Rüçhan Dağdeviren  | 77       | 1971–1974 |
| 06.                  | Nurettin Çavuşoğlu | 63       | 1972–1975 |
| 07.                  | İsmail Öner        | 61       | 1971–1974 |
| 08.                  | Tacettin Ergürsel  | 60       | 1973–1975 |
| 09.                  | Güngör Tekin       | 57       | 1973–1976 |
| 10.                  | Ahmet Ceyhan       | 56       | 1973–1975 |
| Stand: 17. März 2016 |                    |          |           |

| Rang                 | Name               | Tor | Einsätze | Tor/Spiel |
| -------------------- | ------------------ | --- | -------- | --------- |
| 01.                  | Doğan Tepeçalı     | 17  | 97       | 0,18      |
| 02.                  | Bünyamin Çulcu     | 14  | 54       | 0,26      |
| 02.                  | Tacettin Ergürsel  | 14  | 60       | 0,23      |
| 03.                  | Müjdat Karanfilci  | 13  | 26       | 0,5       |
| 04.                  | Murat İnan         | 11  | 48       | 0,23      |
| 05.                  | Muzaffer Kıvanç    | 10  | 55       | 0,18      |
| 06.                  | Necmi Perekli      | 9   | 29       | 0,31      |
| 07.                  | Mazlum Fırtına     | 8   | 154      | 0,05      |
| 08.                  | İbrahim Ejder      | 5   | 29       | 0,17      |
| 08.                  | Erol Pamuk         | 5   | 53       | 0,09      |
| 08.                  | Ahmet Ceyhan       | 5   | 56       | 0,09      |
| 08.                  | İsmail Öner        | 5   | 61       | 0,08      |
| 09.                  | Ahmet Gündoğdu     | 4   | 19       | 0,21      |
| 10.                  | Hüsamettin Özdemir | 3   | 15       | 0,2       |
| 10.                  | Fevzi Kezan        | 3   | 20       | 0,15      |
| 10.                  | Raci Gedik         | 3   | 23       | 0,13      |
| 10.                  | Haldun Çelikoğlu   | 3   | 30       | 0,1       |
| Stand: 17. März 2016 |                    |     |          |           |

## Ehemalige bekannte Spieler
- Altan Aksoy
- Aykut Akgün
- Metin Aktaş
- Faruk Bağdatlıgil
- Emmanuel Banahene
- Volkan Bekiroğlu
- Boka
- Oğuz Cansever
- Nurettin Çavuşoğlu
- Aydın Çetin
- Ahmet Ceyhan
- Bünyamin Çulcu
- Rüçhan Dağdeviren
- Ilie Datcu
- Şenol Demirci
- İbrahim Ejder
- Emrah Eren
- Tacettin Ergürsel
- Mazlum Fırtına
- İsmail Güldüren
- Ahmet Gündoğdu
- Murat İnan
- Mehmet İpek
- Müjdat Karanfilci
- Muzaffer Kıvanç
- Tarık Kutver
- Fabiano Oliveira
- İsmail Öner
- Erol Pamuk
- Necmi Perekli
- Fevzi Tuncay
- Göksu Türkdoğan
- Tolga Seyhan
- Ricardo Pedriel Suárez
- Cüneyt Tanman
- Hervé Tchami
- Güngör Tekin
- Doğan Tepeçalı
- Şükrü Tetik
- Hüseyin Tok
- Eren Tozlu
- Erdem Tuğal
- Hasan Üçüncü
- Ömer Zorlu

## Ehemalige Trainer (Auswahl)
- Naci Özkaya (Januar 1968 – Mai 1969)
- Kamuran Soykıray (1970 – Mai 1971)
- Ogün Altıparmak (August 1971 – November 1971)
- Naci Özkaya (Dezember 1971 – März 1974)
- Tekin Yolaç (März 1974 – Mai 1975)
- Tamer Kaptan (September 1975 – Mai 1976)
- Tekin Yolaç (September 1976 – Januar 1977)
- Turgut Kafkas (Januar 1977 – März 1977)
- İsmet Gürel (April 1977 – Juni 1977)
- Erdoğan Gürhan (August 1980 – Mai 1981)
- Aziz Ergun (1985)
- Fahrettin Genç (August 1991 – Februar 1992)
- Arda Vural (Februar 1992 – Mai 1992)
- Fahrettin Genç (Juli 1993 – Oktober 1993)
- Sadullah Zehir (April 1994 – Oktober 1994)
- Celal Kıbrızlı (Oktober 1994 – Mai 1995)
- Ekrem Al (August 1995 – Mai 1996)
- Bahri Kaya (April 1997 – März 1998)
- Erdem Tuğal (September 1998 – Dezember 1999)
- Erdem Tuğal (August 2001 – Mai 2002)
- Erdem Tuğal (September 2002 – Februar 2003)
- Aldoğan Argon (Oktober 2003 – Januar 2005)
- Musa Cengiz Demir (April 2005 – Mai 2005)
- Mehmet Birinci (August 2005 – Oktober 2005)
- Adil Tozlu (Oktober 2005 – Mai 2006)
- Turhan Sofuoğlu (August 2006 – September 2006)
- Musa Cengiz Demir (September 2006 – Mai 2007)
- Mehmet Birinci (November 2007 – September 2008)
- Musa Cengiz Demir (September 2008 – Dezember 2008)
- Sadullah Zehir (Januar 2009 – März 2009)
- Engin Korukır (März 2009 – April 2009)
- Yüksel Yeşilova (April 2009 – September 2009)
- Levent Eriş (September 2009 – Mai 2010)
- Hüsnü Özkara (Juli 2010 – Oktober 2010)
- Bahri Kaya (Oktober 2010 – Februar 2012)
- Erhan Altın (Februar 2012 – Mai 2012)
- Musa Cengiz Demir (August 2012 – November 2012)
- Ergün Penbe (November 2012 – Juli 2013)
- Ahmet Ertem (August 2013 – November 2013)
- Mehmet Birinci (November 2013 – Oktober 2014)
- Erkan Sözeri (Oktober 2014 – Mai 2015)
- Sefer Yılmaz (August 2015 – Oktober 2015)
- Erkan Sözeri (Oktober 2015 – Mai 2016)
- Mustafa Kaplan (August 2016 – November 2016)
- Yücel İldiz (November 2016 – Mai 2017)
- Metin Diyadin (Juli 2017 – Februar 2018)
- Yılmaz Vural (Februar 2018)
- Metin Diyadin (Februar 2018 – Oktober 2018)
- Hüseyin Kalpar (Oktober 2018 – Januar 2019)
- Ümit Özat (Januar 2019 – Februar 2019)
- Kemal Kılıç (Februar 2019 – April 2019)
- Erkan Sözeri (April 2019 – )

## Präsidenten
- Mustafa Temel Bozbağ
- Sacit Ali Eren